# Ucon
Ucon é uma cidade localizada no estado americano de Idaho, no Condado de Bonneville.

## Demografia
Segundo o censo americano de 2000, a sua população era de 943 habitantes.
Em 2006, foi estimada uma população de 1066, um aumento de 123 (13.0%).

## Geografia
De acordo com o United States Census Bureau tem uma área de
2,0 km², dos quais 2,0 km² cobertos por terra e 0,0 km² cobertos por água. Ucon localiza-se a aproximadamente 1450 m acima do nível do mar.

## Localidades na vizinhança
O diagrama seguinte representa as localidades num raio de 16 km ao redor de Ucon.